# Ostrog (architettura)

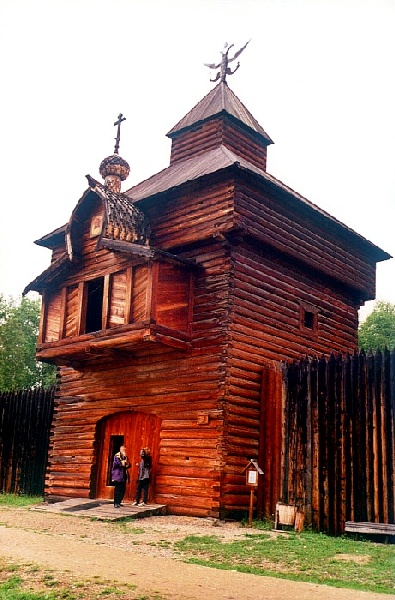
Torre dell'ostrog di Ilimsk

L'ostrog (in russo остро́г?, pron. [ɐˈstrok]) è un tipo di fortificazione in legno, tipica della Russia, di piccole dimensioni (4-6 metri per lato).

## Storia
Gli ostrog apparvero in Russia a cavallo tra l'XI e il XII secolo come protezione dalle incursioni dei nomadi.
Nei secoli XIV-XVII, tali fortificazioni furono edificate sui confini meridionali dei possedimenti russi (ad esempio a Samara nel 1586, a Caricyn nel 1589 e a Saratov nel 1590). Successivamente in Siberia vennero utilizzati per proteggere i primi coloni russi, molte città siberiane nacquero proprio come ostrog.

## Tipologia
Per metodo di costruzione:
- Ostrog verticale
- Ostrog obliquo

Per tipo di utilizzo
- Ostrog abitabile
- Ostrog permanente